# 북방 정책

북방 정책을 통해서 수교한 국가들

북방 정책(北方政策, 독일어: Nordpolitik 노르트폴리크[*], 영어: Northern Policy)은 1988년 노태우 정부가 집권을 하면서 수립한 대한민국의 외교 및 대북 정책이다. 

## 상세
냉전 및 탈냉전 시기의 공산권 국가들과의 수교를 통해서 외교적 지평을 확장하고, 이를 통해서 북한과 협상하려는 것이 북방 정책의 목표였다. 이는 동유럽 국가들과 당시 소련, 그리고 중국과의 관계 수립 및 개선을 통한 북한에 대한 관여를 높이려는 시도로 귀결되었으며, 기존의 대공산권 적대정책을 획기적으로 전환하는 계기가 되었다.
노태우 대통령에 의하면, 북방정책에 대해 단계적으로 소련·중국·동구권 국가들과 수교해 북한을 포위하고, 남북한 통일을 이루며 최종적으로 생활·문화권을 연변과 연해주 지역까지 확대하는 것을 목표로 했다고 밝혔다. 북방 정책을 실현하는데 있어서 박철언 대한민국 체육청소년부 장관이 상당한 역할을 하였다.

### 동유럽과 수교
북방 정책이 시행됨에 따라서, 우선적으로 동유럽의 국가들과 수교 논의가 이뤄졌다. 대표적으로 헝가리, 폴란드, 그리고 체코 등과 수교에 있어서 경제 협정과 차관 제공이 우선적으로 이뤄졌다.

### 소련과 수교
이러한 정책의 실행에 따라, 북방 정책의 최종 목표였던 소련과의 수교가 사실상 성공하였다. 1990년 6월 대한민국과 소비에트 연방 정상회담이 열렸으며 그 해 10월 소련과의 국교가 수립되었다.

### 중국과 수교, 그리고 대만과 단교
이듬해 1991년 소련이 해체된 이후 러시아와 국교를 재개하였다. 또한 1992년 8월 24일 대한민국은 한국 전쟁의 주요 적성국이었던 중화인민공화국과 국교를 수립하였다. 하지만, 이로 인해 한국전쟁 오랜 우호 관계를 유지하였던 중화민국과 외교 관계가 단절되었다. 대만과 단교는 오늘날 대만 내 반한 감정이 조성되는 원인 중 하나가 되었다.

### 남북관계의 진전
북방정책이 실현되기 전까지 남한은 공산권 국가들과 관계가 매우 부정적이었다. 그러나 동유럽, 소련과 중국, 그리고 몽골과 수교함에 따라 북한의 단독 수교국들의 수가 크게 감소하였으며, 남한의 외교적 지평을 크게 넓히게 된다. 특히 대한민국이 북한의 전통적인 우방국인 소련과 중화인민공화국과 수교하게 되면서, 동아시아 내 모든 국가들과 수교에 성공하게 된다. 이러한 남한의 적극적인 외교 공세에 대하여 북한은 극심한 고립감을 느끼게 된다. 그러한 가운데, 노태우 정부는 남북 고위급 회담을 지속적으로 개최하여 긴장감을 해소하려고 하였다. 이에 남한과 북한은 남북 기본합의서를 채택하고, 한반도의 비핵화에 관한 공동선언에 합의하는 등 대북 정책에 있어서 소기의 성과를 거뒀다.

### 유엔 동시 가입
또한 유엔에 회원국으로 가입하는 데 북방 정책은 커다란 역할을 하였다. 남한은 소련 때문에 번번히 유엔 가입에 실패하였고, 북한은 미국, 영국, 프랑스가 거부권을 행사함에 따라 회원국으로 가입할 수 없었다. 그러나 한국과 소련의 관계가 해소되고, 남북이 유엔 동시 가입에 합의함에 따라서 오랜 시절 동안 유엔 총회 옵서버 국가였던 남한과 북한은 유엔에 정식 회원국으로 가입할 수 있게 되었다.

## 같이 보기
- 대한민국의 대외 관계
- 한국의 재통일
- 남북 관계